# Liza Araneta Marcos
Marie Louise Araneta Marcos, detta Liza, nata Marie Louise Cacho Araneta (Manila, 21 agosto 1959), è un'avvocata filippina, moglie del presidente Ferdinand Marcos Jr., nonché first lady delle Filippine dal 2022.

## Biografia
È nata a Manila il 21 agosto 1959 da Manuel Araneta, cestista, e Milagro Cacho, entrambi di origini spagnole. È anche lontana parente, da parte materna, della ex-presidente Corazon Aquino. Marie Lousie si è laureata nel 1981 all'Università Ateneo de Manila, completando alcuni corsi post-laurea presso l'Università di New York.

### Carriera
Liza Araneta ha iniziato la sua carriera come avvocata a New York dopo essersi laureata, diventando professoressa di diritto in vari college e università. Successivamente è tornata nelle Filippine.
Qui è divenuta insegnante all'Università della Città di Manila, restandovi dal 2010 al 2014, per poi trasferirsi prima all'Università di Saint Louis e infine, nel 2018, all'Università Statale Mariano Marcos, rimanendovi fino al 2020.

#### First Lady
In seguito alla vittoria del marito alle elezioni filippine del 2022, è diventata la first lady del paese dopo dieci anni di ruolo vacante. Inoltre, essendo il suo predecessore uomo e quindi first gentleman, è divenuta la prima first lady dopo più di vent'anni.
Nonostante il ruolo pubblico, ha affermato che continuerà ad insegnare all'università. Ha sottolineato l'importanza dell'istruzione all'interno del paese asiatico, delle biblioteche e dei musei. È anche membro del Consiglio di fondazione del Consiglio culturale asiatico dal 2016. Tra il luglio e l'agosto 2022 ha incontrato al Palazzo di Malacañan numerosi ambasciatori stranieri nelle Filippine, tra i quali quella statunitense e quello cinese. Nel novembre successivo è stata nominata presidente nazionale e capo delle ragazze scout delle Filippine.

## Vita privata

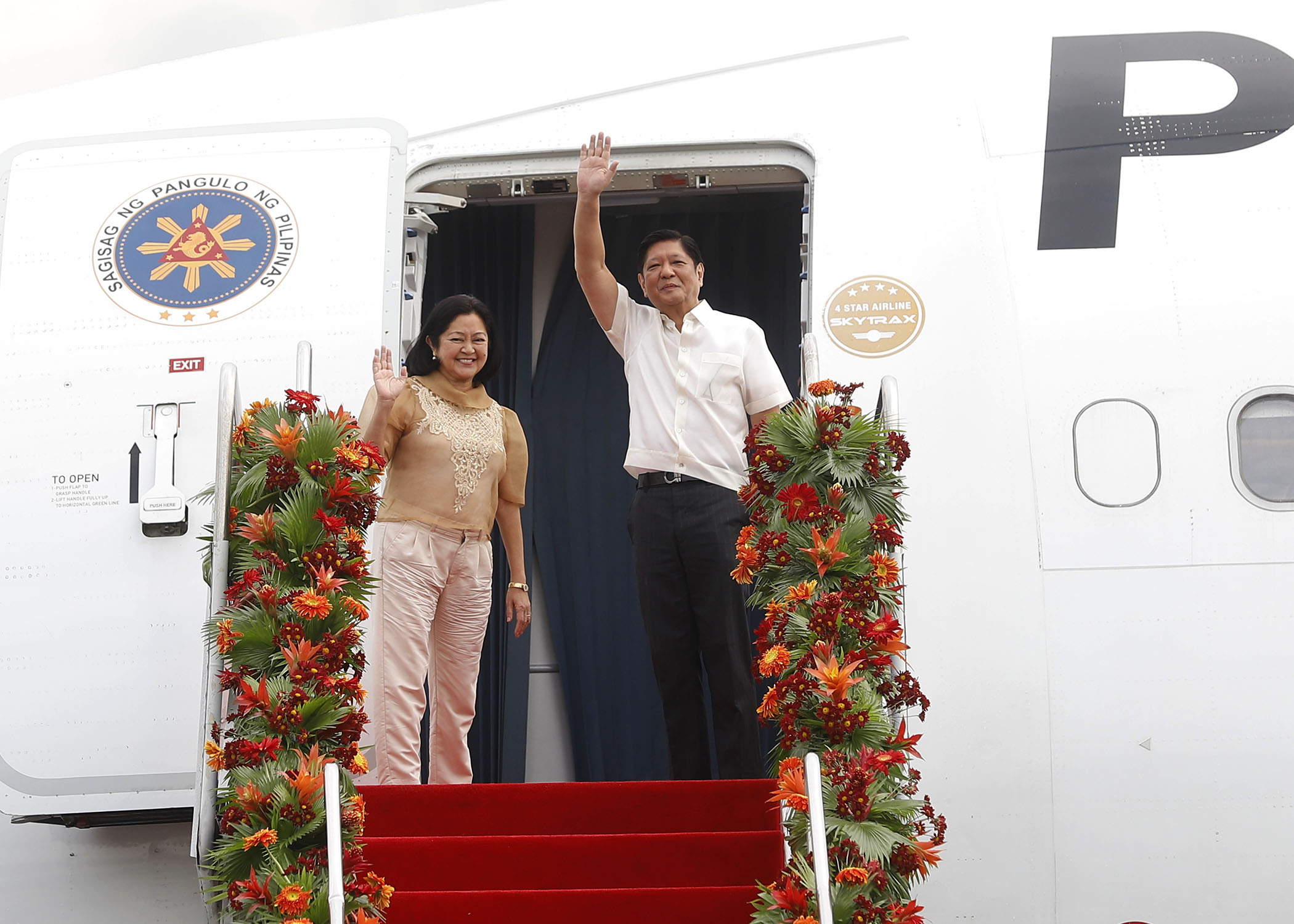
Liza Araneta assieme al marito Ferdinand Marcos Jr.

Lisa Araneta Marcos ha incontrato per la prima volta Bongbong Marcos, figlio dell'ex presidente Ferdinand Marcos, nel 1989 a New York, grazie ad alcuni amici in comune. Lisa lavorava come avvocata, mentre la famiglia di Bongbong era in esilio dalle Filippine dopo la Rivoluzione del Rosario del 1986.
Si sono sposati nel 1993 a Fiesole, in Italia. Dal matrimonio sono nati tre figli: Sandro Marcos nel 1994 (divenuto poi politico), Joseph Simon nel 1995 e William Vincent nel 1997.